# Warcraft
Warcraft es una marca comercial de Blizzard Entertainment que ha sido ampliamente difundida y diversificada a partir del videojuego Warcraft: Orcs & Humans (1994), uno de los primeros en su género. Por extensión también implica a la marca World of Warcraft, que nace del videojuego de rol multijugador masivo en línea -por sus siglas en inglés, MMORPG- del mismo nombre. El universo de Warcraft que se encuentra en ambas marcas está ambientado en una fantasía épica moderna propia de El Señor de los Anillos o Dungeons & Dragons y tiene su inspiración inicial en los juegos del universo de Warhammer Fantasy[cita requerida], representando combates entre el bando de los humanos y el de los orcos, los cuales son seres fantásticos adaptados de la mitología clásica europea a la fantasía actual, pero con una concepción y estilos muy propios.

## Warcraft
Warcraft es desde su aparición en 1994 una de las principales marcas comerciales de Blizzard Entertainment, junto con StarCraft y Diablo. En primer lugar, es una popular serie de videojuegos del género de estrategia en tiempo real bajo la temática de guerras épicas fantásticas. Consta de tres entregas y dos expansiones, pero también tiene otras modalidades de presentación. El gran éxito en ventas y condecoraciones entre los juegos de estrategia en tiempo real que le ha permitido rivalizar con otras marcas importantes en el género como la serie StarCraft, del propio Blizzard, o la serie Age of Empires, de Microsoft. Gracias al apoyo de los aficionados, Warcraft ha ampliado sus alcances incursionado con otros tipos de productos. Así, se puede encontrar un juego de mesa, un juego de rol, novelas y un manga:
- Los videojuegos de la serie Warcraft son: Warcraft: Orcs & Humans, Warcraft II: Tides of Darkness con su expansión Warcraft II: Beyond the Dark Portal y Warcraft III: Reign of Chaos con su expansión Warcraft III: The Frozen Throne y la remasterizacion: Warcraft III: Reforged
- El juego de mesa de guerra Warcraft: The Board Game y Warcraft: The Board Game Expansion Set.
- Los libros de rol Warcraft: The Roleplaying Game, Warcraft: Manual of Monsters, Warcraft: Alliance & Horde Compendium, Warcraft: Magic & Mayhem, Warcraft: Lands of Conflict™ y Warcraft: Shadows & Light™.
- Las novelas y otros textos como Warcraft: Day of the Dragon, Arthas: Rise of the Lich King, Warcraft: Lord of the Clans, Warcraft: The Last Guardian, Warcraft: War of the Ancients Trilogy, WarCraft: Of Blood and Honor,  (libro electrónico), The Warcraft Archive, Warcraft: The Sunwell Trilogy (manga), The Art of Warcraft y varias guías de estrategia de sus videojuegos.
- Los accesorios y otras mercancías oficiales incluyen las playeras de Warcraft III (en cuatro versiones diferentes) y su expansión, una gorra de elástico de Warcraft III, la banda sonora Warcraft III: Reign of Chaos Soundtrack,[4] cuatro litografías de Warcraft III,[4] un DVD de Warcraft III: Reign of Chaos[4][5] y dos series de figuras de acción (que conforman los personajes de Arthas, Shandris, Tichondrius, Medivh, Grom Hellscream y un fusilero enano).

## World of Warcraft
World of Warcraft es una marca comercial de Blizzard basada en el universo de Warcraft, que, a diferencia de este, deja a un lado la estrategia de campañas bélicas y explora las posibilidades del rol y la configuración personalizada de personajes ficticios. Este juego es en línea y multijugadores, por lo que el usuario explora este mundo, pero en otro formato de juego junto a los demás jugadores.

## Comparación
Warcraft y World of Warcraft son series que comparten la misma mitología, el universo de Warcraft, pero existen algunas diferencias que distinguir entre los dos títulos. En primer lugar, hablando de la tradición de sus videojuegos, el primero tiene una sobresaliente trayectoria dentro del género de estrategia en tiempo real, mientras que el segundo se ha enfocado en ser un juego de rol de aventuras en línea.
También existe aparentemente un orden cronológico entre una y otra marca. Warcraft apareció primero y puso los elementos históricos del universo de Warcraft en juego, estableciendo así las enemistades y relaciones entre razas y grupos, origen de todas las guerras. World of Warcraft, por su parte, se ha dedicado a explotar las posibilidades del libre desenvolvimiento dentro del mundo establecido por los juegos anteriores, y podría decirse que se desarrolla en el tiempo presente de este mundo fantástico, después de Warcraft I, II y III. Esto es en su mayoría cierto; sin embargo, este orden cronológico no siempre se respeta, World of Warcraft también da nombre a algunos productos que regresan en la historia de Warcraft y la amplían, como la novela World of Warcraft: Rise of the Horde.

## Universo fantástico
En un principio la acción de Warcraft trataba sobre el bien y la nobleza de los hombres y el mal e inmundicia de los seres verdes invasores llamados orcos. No era una historia muy compleja pero era un pretexto suficiente para poner en combate a muerte a dos bandos contrarios. No obstante, el crecimiento del mercado requería tomar mayor empatía de la afición, y se construyó un universo de mayores posibilidades. La cantidad de razas involucradas en la guerra aumentó en Warcraft II, los humanos se unieron con las razas de los altos elfos, los enanos y los gnomos, formando la Alianza de Lordaeron; mientras que los orcos se aliaron con los troles, los ogros y los goblins, aumentando así las filas de la incontenible Horda. Se incluyeron traiciones determinantes para el transcurso de la guerra, siendo la principal la búsqueda de poder del brujo de Gul'dan, que causó un retroceso a las «mareas de la oscuridad» (los orcos) que costó la victoria a la Horda en la Segunda guerra. Además se incluyó la participación de unidades especiales que representaban leyendas vivientes, grandes héroes como Sir Anduin Lothar o Zul'jin que daban al juego una atmósfera más envolvente y épica.
En Warcraft III la cantidad de razas y héroes creció más y las relaciones entre estos personajes se entretejieron de modo más complejo. A su vez, se establecieron algunas ideas sobre la cosmogonía y muchos elementos sobre la historia antigua para justificar una lucha ancestral de proporciones mayores entre los seres creados por las deidades metálicas llamadas titanes y los demonios liderados por el corrupto titán Sargeras. La lucha, sin embargo, no fue exclusiva entre la creación y los demonios, sino que entre las criaturas continuaron los odios raciales reforzados por las tradiciones bélicas. De este modo, la Alianza se mantuvo enemiga de la Horda hasta el final de la Tercera Gran Guerra con todo y que aparecieron nuevos peligros, como el Azote de los muertos vivientes, que comenzó como una simple plaga, o los territoriales elfos nocturnos. Al final, fueron cuatro las civilizaciones o razas las que se enfrentaron en la guerra: Los humanos, los orcos, los muertos vivientes y los elfos nocturnos, sólo después de haberse desgastado lucharon contra la invasión de los demonios liderados por Archimonde.
A principios de 2001 Blizzard comenzó a publicar novelas de sus tres universos principales, siendo la primera novela de Warcraft Day of the Dragon. Estas novelas exploran importantes eventos y problemas del mundo de Warcraft, como la liberación de la reina de los dragones, Alexstrasza (en el texto citado arriba), o el nacimiento del nuevo líder de la Horda orca, el jefe de guerra Thrall (narrado en Warcraft: Lord of the Clans). En la diversificación consecuente del universo de Warcraft se comenzaron a emplear notorios elementos orientales en las imágenes y conceptos del mundo y personajes, como los cuerpos y armas desproporcionadas y la idea que tiene de los elfos de cejas y orejas muy largas.
Más tarde con la aparición de Warcraft, el juego de rol y World of Warcraft (ambos de 2003), la tradición popular del mundo fantástico que argumenta los juegos y literatura de Warcraft se hizo considerablemente compleja, retomó para ello a varias criaturas fantásticas o razas de Dungeons & Dragons, The Lord of the Rings y la mitología tradicional de varias partes del mundo, como lo tiende a hacer gran parte de la literatura fantástica contemporánea. También ha incorporado distintos lenguajes y vocaciones u oficios que determinan los modos de vida de los aventureros, así como la distinción entre las razas mortales y los inmortales.

### Rasgos sobresalientes
Entre los rasgos más sobresalientes del universo de Warcraft se encuentra:
- El conflicto centrado entre la raza humana y los orcos, que ha dado nombre a la época actual: La Era del Caos. Aunque desde la caída del Rey Terenas, su reino comienza a ser llamado El Reino Del Caos (Warcraft III). Por su parte, World of Warcraft distingue primeramente a los personajes creados como miembros de la Alianza o de la Horda.[11] La Alianza cuenta actualmente con humanos, enanos, gnomos, elfos de la noche, draeneis y huargen; mientras que la Horda la conforman orcos, troles, tauren, elfos de sangre, renegados (no-muertos) y goblins; por otra parte se tienen al azote o caballeros de la muerte (comandados por el corrompido príncipe Arthas poseído por el rey Lich con un oculto objetivo) y al denominado legión ardiente bajo el mando de los demonios.
- Batallas épicas medievales llenas de héroes, poderosos rivales, magia y tecnología diseñada rústicamente.
- Una guerra ancestral entre los seres vivientes y los sirvientes del demonio Sargeras, mediada por la voluntad de poder de los habitantes de Azeroth que los lleva a hacer uso de la magia; aunque sea eso lo que atrae a los sirvientes de Sargeras.
- Una centralización de los eventos que acontecen en el continente ficticio de Azeroth, la tierra de la nación humana más poderosa.
- Arte caricaturizado, con figuras humanas ligeramente desproporcionadas capaces de soportar artefactos más grandes de lo que los principios de equilibrio podrían explicar.
- Un concepto de trol original, que a diferencia de los estereotípicos gigantes o enanos deformes y torpes, son humanoides muy ágiles, altos y delgados. También tenemos a los Berserker, que son troles antiguos, un poco más grandes, y un poco más toscos. [cita requerida]
- Un concepto de elfo original en los elfos nocturnos, que son de tez violácea clara, y de estatura no menor a los 1,90 metros,[12] cuando la literatura moderna en su lugar los concibe de tez blanca, delicados y muchas veces de una estatura decididamente inferior a la media humana. Estos últimos, en Warcraft, son los descendientes de los nobles elfos de la noche que siguieron el camino de la magia a costa de su inmortalidad y de aquellos caracteres físicos.
- Un concepto de minotauro original, llamado tauren, que cambia al humanoide de torso de toro y piernas de hombre por una figura en general más taurina, de mayor masa corporal, cola corta y patas con pezuñas y fuertes brazos.

En el juego World of Warcraft, la Alianza y la Horda son las dos facciones principales que pueden elegir los jugadores a la hora de crear un personaje.